# Gaspar de Jáuregui
Gaspar de Jáuregui Jauregui (Villarreal de Urrechua, Guipúzcoa, 15 de septiembre de 1791-Vitoria, Álava, 19 de diciembre de 1844). Conocido como El Pastor (en euskera: Artzaia), fue un guerrillero guipuzcoano que llegó a ser comandante general de las Provincias Vascongadas.

## Biografía
Hijo de un pastor, acompañó a su padre desde niño, por lo que era un gran conocedor del territorio cuando se produjo la invasión francesa en 1808. Su tío Juan de Jáuregui fue uno de los primeros guerrilleros guipuzcoanos. Dos años después inicia su andadura guerrillera atacando a varios correos franceses. La presión ejercida por las tropas napoleónicas sobre su partida le obligó a huir a Navarra, donde se unió al Corso Terrestre de Espoz y Mina. Tras unos meses bajo las órdenes del célebre guerrillero navarro, éste le cedió a unos 60 guipuzcoanos que luchaban en Navarra para que Jáuregi extendiera la lucha guerrillera a la provincia de Guipúzcoa.
Desde enero de 1811 hasta la expulsión de los franceses el verano de 1813, su actividad guerrillera fue ininterrumpida tanto en Guipúzcoa como en las vecinas Álava y Vizcaya. Tuvo a sus órdenes a Tomás de Zumalacárregui, que ejerció como su secretario y le enseñó a escribir. Jáuregui llegó a tener bajo su mando un verdadero ejército de 3000 hombres con artillería, caballería, intendencia y fuerzas navales. 
Tras la guerra, que terminó como coronel, no continuó la carrera militar, sino que se dedicó a los negocios como tratante, mientras era alcalde de su localidad natal de Villarreal de Urrechua. Fue el alcalde más joven de la historia del municipio. Pudo acceder al cargo gracias a su enriquecimiento durante la guerra, pues los municipios vascos de la época eran oligárquicos y solo podían optar a los cargos los vecinos más pudientes en tierras. 
En el Trienio liberal se adhirió a la causa gubernamental, luchando como comandante de las Milicias Voluntarias contra antiguos compañeros suyos, como Tomás de Zumalacárregui, que se unieron a la guerrilla carlista. La entrada de los Cien Mil Hijos de San Luis reinstaurando la monarquía absoluta le llevarán al exilio francés. Tras la amnistía de mayo de 1824, regresó a su pueblo, pero en 1830 vuelve a estar exiliado en Bayona, donde junto a Espoz y Mina organizaba la invasión que pretendía la vuelta al sistema constitucional. Ésta fracasó por falta de apoyo popular, lo que le volvió a enviar al exilio.
Al morir Fernando VII, las autoridades liberales le llamaron para que dirigiera las tropas guipuzcoanas contra los carlistas. Fue nombrado brigadier y participó en las principales batallas de esta guerra liderando la columna móvil de los Voluntarios de Guipúzcoa, los Txapelgorris. Una vez más tuvo que enfrentarse a su antiguo ayudante Zumalacárregui, en Ormáiztegui o en Deskarga, por ejemplo, sufriendo severas derrotas.
Mantuvo una postura firme contra el carlismo, pero respetando a la población civil y tratando de que los daños a la provincia fueran los mínimos. Por ello se enfrentó a los generales «incendiarios» como Rodil o Leopoldo O'Donnell.
Tras abandonar sus cargos por motivos de salud, hacia el final de la guerra mantuvo posturas cercanas a Muñagorri y su «Paz y Fueros», aunque su lealtad al gobierno constitucional le impidió unirse a él.
Después del abrazo de Vergara fue nombrado «Alcalde de Sacas» o responsable provincial de la frontera en Behovia. Se sublevó en defensa de los fueros contra Espartero en octubre de 1841, volviendo, una vez más, al exilio tras su fracaso. Vivió en Bayona hasta la caída de Espartero en 1843, cuando se le nombró capitán general de las Provincias Vascongadas. Finalmente fue nombrado comandante general de la provincia de Álava, cargo que ostentaba cuando murió en Vitoria en diciembre de 1844.